# Gmina Union (hrabstwo Black Hawk)
Gmina Union (ang. Union Township) – gmina w USA, w stanie Iowa, w hrabstwie Black Hawk. Według danych z 2020 roku gmina miała 941 mieszkańców.